# 페어보테네 리베
《페어보테네 리베》(독일어: Verbotene Liebe, 금지된 사랑)는 1995년부터 2015년까지 다스 에르스테에서 방영중인 연속극이다.